# Kékfarkú fecskekolibri
A kékfarkú fecskekolibri (Aglaiocercus coelestis)   a madarak osztályának sarlósfecske-alakúak (Apodiformes)  rendjébe és a kolibrifélék (Trochilidae) családjába tartozó faj.

## Rendszerezése
A fajt René Primevère Lesson francia orvos és ornitológus írta le 1832-ben, a Cynanthus nembe Cynanthus coelestis néven.

## Alfajai
- Aglaiocercus coelestis aethereus (Chapman, 1925)
- Aglaiocercus coelestis coelestis (Gould, 1861)

## Előfordulása
Az Andokban, Kolumbia és Ecuador területén honos. Természetes élőhelyei a szubtrópusi és trópusi hegyi esőerdők és nedves cserjések. Állandó, nem vonuló faj.

## Megjelenése
Testhossza 21 centiméter.
|  |  |

## Természetvédelmi helyzete
Az elterjedési területe nagy, egyedszáma pedig stabil. A Természetvédelmi Világszövetség Vörös listáján nem fenyegetett fajként szerepel.